# Allan Folsom
Pour les articles homonymes, voir Folsom.
Allan Folsom est un écrivain américain né le 9 décembre 1941 et mort le 16 mai 2014. Il est aussi scénariste pour la série L'amour du risque.

## Œuvres
- L'Empire du mal, 1994.
- Jour de Confession, 1998.
- L'Exilé, 2004.
- Le Complot Machiavel, 2006.
- La Conspiration Hadrien (The Hadrian Memorandum), 2009.